# Філ Ніколсон
Філіп Д. Ніколсон (англ. Philip D. Nicholson; нар. 1951) — австралійський планетолог, професор астрономії в Корнелльському університеті, головний редактор журналу «Icarus» (1998 по 2018).

## Кар'єра
Ніколсон здобув ступінь доктора філософії від Каліфорнійського технологічного інституту в 1979 році. Його дослідження зосереджені на двох основних напрямах: орбітальна динаміка планетних кілець і дослідження інфрачервоних спостережень планет, їхніх супутників і кілець. Його робота включала дослідження систем кілець Сатурна, Урана та Нептуна за допомогою спостережень «Вояджера» та наземних спостережень покриттів зір. За допомогою 5-метрового телескопа Гейла в Паломарській обсерваторії він спостерігав кілька малих супутників Юпітера і Сатурна, відкритих космічним кораблем «Вояджер». Він досліджував динаміку планетної системи навколо пульсара PSR 1257 + 12 та еволюцію обертання природних супутників. Також Ніколсон вивчав зодіакальні пилові смуги, відкриті інфрачервоним супутником IRAS у 1983 році.
Спільно з колегами з Канади та Гарварду він брав участь у відкритті багатьох зовнішніх супутників Урана, Сатурна та Нептуна. Ніколсон був членом наукової групи Visual Infrared Mapping Spectrometer під час космічної місії Кассіні–Гюйгенс до Сатурна, а також був керівником групи астрономів Корнелла та Каліфорнійського технологічного інституту, які вивчали падіння комети Шумейкерів-Леві 9 на Юпітер у липні 1994 року за допомогою телескопа Гейла.
Він працював у комітетах з вивчення планет і Місяця та з астрономії та астрофізики Національної дослідницької ради, у комітетах із розподілу часу для Повітряної обсерваторії Койпера та космічного телескопа Габбл, а також у науково-консультативних комітетах Аресібо та IPAC. Він є співавтором оглядових статей про динаміку планетних кілець і системи кілець Урана та Нептуна.

## Відзнаки
1998 року на його честь було названо астероїд 7220 Філніколсон, відкритий Едвардом Бовеллом на станції Андерсон-Меса в 1981 році.
У 2019 році Ніколсон отримав премію Гарольда Мазурського «за заслуги в планетних науках» як головний редактор журналу «Icarus».
У 2020 році він був обраний почесним членом (англ. Legacy Fellow) Американського астрономічного товариства.